# Matrimonio igualitario en el Estado de México
El matrimonio entre personas del mismo sexo es legal en el Estado de México desde el 2 de noviembre de 2022. El 11 de octubre de 2022, el Congreso del Estado de México votó 50 a 16 con siete abstenciones para aprobar un proyecto de ley que legaliza el matrimonio entre personas del mismo sexo. Fue publicada el 1 de noviembre de 2022 y entró en vigor al día siguiente. El Estado de México fue el antepenúltimo estado de México en legalizar el matrimonio entre personas del mismo sexo.

## Historia legal

### Antecedentes
El 15 de febrero de 2013, cuatro parejas del mismo sexo solicitaron matrimonio en el registro civil de Toluca. Los funcionarios del registro civil se negaron a expedirles licencias de matrimonio y, en consecuencia, las parejas interpusieron un recurso de amparo ante los tribunales. El 24 de junio de 2013, un juez federal concedió el amparo y dictaminó que los artículos del Código Civil que prohibían el matrimonio entre personas del mismo sexo eran discriminatorios. El estado presentó una apelación de la decisión, y una corte de apelaciones se declaró incapaz de resolver la disputa en enero de 2014, por lo que el caso fue elevado a la Suprema Corte de Justicia de la Nación. Los argumentos orales se fijaron para el 6 de noviembre de 2014; sin embargo, los jueces pospusieron la audiencia por diez días más. El 25 de febrero de 2015, la Corte Suprema concedió el amparo y declaró inconstitucional y discriminatorio el Código Civil. Una pareja de lesbianas, una de las cuatro parejas que solicitaron matrimonio en febrero de 2013, se convirtió en la primera pareja del mismo sexo en casarse en el estado el 18 de abril de 2015.
La Corte Suprema de Justicia de México dictaminó el 12 de junio de 2015 que las prohibiciones estatales sobre el matrimonio entre personas del mismo sexo son inconstitucionales en todo el país. El fallo de la corte se considera una "tesis jurisprudencial" y no invalidó las leyes estatales, lo que significa que las parejas del mismo sexo a las que se niega el derecho a casarse aún tendrían que buscar amparos individuales en la corte. El fallo estandarizó los procedimientos para que los jueces y tribunales de todo México aprueben todas las solicitudes de matrimonios entre personas del mismo sexo e hizo obligatoria la aprobación. Específicamente, el tribunal dictaminó que la prohibición del matrimonio entre personas del mismo sexo viola los artículos 1 y 4 de la Constitución Política de los Estados Unidos Mexicanos. El artículo 1 de la Constitución establece que "queda prohibida toda discriminación motivada por origen étnico o nacional, el género, la edad, las discapacidades, la condición social, las condiciones de salud, la religión, las opiniones, las preferencias sexuales, el estado civil o cualquier otra que atente contra la dignidad humana y tenga por objeto anular o menoscabar los derechos y libertades de las personas.", y el artículo 4 se refiere a la igualdad matrimonial, afirmando que "la mujer y el hombre son iguales ante la ley. Esta protegerá la organización y el desarrollo de la familia". Dos amparos más por los derechos del matrimonio entre personas del mismo sexo se otorgaron en Toluca a fines de octubre de 2017. Una de las dos parejas se casó en diciembre de 2017, convirtiéndose en la primera pareja masculina en casarse en el estado. A diciembre de 2017, seis parejas del mismo sexo habían obtenido amparos para contraer matrimonio en el estado.

### Acción legislativa
En 2008, se presentó al Congreso del Estado de México una iniciativa para la legalización de las uniones civiles, pero se estancó y nunca se votó. En 2010, se presentó al Congreso una iniciativa para legalizar el matrimonio entre personas del mismo sexo, pero al igual que la propuesta de unión civil, se estancó. Después de 3 años de inacción legislativa, el diputado Octavio Martínez, del Partido de la Revolución Democrática (PRD) presentó un proyecto de ley de matrimonio entre personas del mismo sexo al Congreso en 2013. En enero de 2014, Martínez dijo que el PRD seguiría presionando para la legalización de la misma e insistió en que el proyecto de ley sea discutido por el Congreso. En enero de 2015, Israfil Filós Real, presidente de Grupos Vulnerables Asociación Civil, llamó a los legisladores a aprobar el proyecto de ley de matrimonio entre personas del mismo sexo. En consecuencia, el gobernador Eruviel Ávila Villegas presentó un nuevo proyecto de ley de matrimonio, mientras que el PRD presentó el 5 de marzo de 2015 una propuesta para legalizar la adopción por parejas del mismo sexo, que estaba agendada para ser votada el 31 de mayo de 2016. Sin embargo, dos partidos políticos, el Partido Acción Nacional (PAN) y el Partido Nueva Alianza, solicitaron más tiempo para estudiar la propuesta. José Manzur Quiroga, secretario general de Gobernación, anunció que el proyecto de ley podrá ser votado en la próxima sesión extraordinaria del Congreso, aunque no hubo votación durante los siguientes seis años. Las elecciones de julio de 2018 dieron como resultado que el Movimiento Regeneración Nacional (Morena), un partido que apoya el matrimonio entre personas del mismo sexo, ganara la mayoría de los escaños legislativos en el Congreso. Sin embargo, el progreso en la legalización del matrimonio entre personas del mismo sexo continuó estancado durante los siguientes cuatro años.

#### Aprobación de legislación en 2022
Otro proyecto de ley de matrimonio entre personas del mismo sexo fue presentado al Congreso en 2022 por el diputado Daniel Sibaja González (MORENA). Se programó una votación en un comité del Congreso para la segunda semana de septiembre de 2022. Sin embargo, la votación se retrasó hasta el 23 de septiembre y se programó una votación plenaria para octubre. El 23 de septiembre, la votación del comité se pospuso para la semana siguiente. El comité aprobó el proyecto de ley el 27 de septiembre y se programó una votación plenaria final para el martes 11 de octubre de 2022. El proyecto de ley fue aprobado en el Congreso el 11 de octubre por 50 votos contra 16:
| Partido político                     | Miembros | Sí | No | Abstención | Ausentes |
| ------------------------------------ | -------- | -- | -- | ---------- | -------- |
| Movimiento Regeneración Nacional     | 29       | 29 |    |            |          |
| Partido Revolucionario Institucional | 23       | 5  | 16 | 2          |          |
| Partido Acción Nacional              | 11       | 4  |    | 5          | 2        |
| Partido de la Revolución Democrática | 3        | 3  |    |            |          |
| Partido del Trabajo                  | 3        | 3  |    |            |          |
| Partido Verde Ecologista de México   | 2        | 2  |    |            |          |
| Movimiento Ciudadano                 | 2        | 2  |    |            |          |
| Partido Nueva Alianza                | 2        | 2  |    |            |          |
| Total                                | 75       | 50 | 16 | 7          | 2        |

Se publicó en el Periódico Oficial del Estado el 1 de noviembre, luego de la firma del gobernador Alfredo del Mazo Maza, y entró en vigencia al día siguiente. El primer matrimonio entre personas del mismo sexo realizado bajo la nueva ley ocurrió el 2 de noviembre en Coacalco de Berriozábal entre Leticia Chávez Rivera y María del Rosario Pérez Vilchis.
Se modificó el artículo 4 bis del Código Civil para quedar como sigue:

El matrimonio es una institución de carácter público e interés social, por medio de la cual dos personas de manera libre y voluntaria deciden compartir un estado de vida para la búsqueda de su realización personal y conyugal, bajo las formalidades y solemnidades que establezca el presente Código.

## Opinión pública
Según una encuesta de 2018 del Instituto Nacional de Estadística y Geografía, el 38% del público del Estado de México se oponía al matrimonio entre personas del mismo sexo.